# 트리네 하테스타
엘사 카트리네 "트리네" 하테스타(노르웨이어: Elsa Katrine "Trine" Hattestad, 결혼 전 성은 솔베르그(노르웨이어: Solberg), 1966년 4월 18일~)는 노르웨이의 육상 선수로 주 종목은 창던지기이다. 1996년 하계 올림픽 여자 창던지기에서에서 동메달, 2000년 하계 올림픽에서 금메달을 획득했으며, 세계 선수권 대회에서 2회 우승을 차지했다. 현재 노르웨이 여자 창던지기 국가 기록 보유자이기도 하다.